# Die Welt
Die Welt (dansk: Verdenen) er en tysk avis, der udgives af Axel Springer AG. Det er en af de største aviser i Tyskland. 
Avisen udkom første gang i 1946 i. Den har et nuværende dagligt oplag på 209.000. Den distribueres i 130 lande. Nogle betragter dette dagblad som ét af flagskibene blandt de store kvalitetsaviser i Tyskland og sidestilles med Frankfurter Allgemeine Zeitung, Süddeutsche Zeitung og Frankfurter Rundschau. Avisen har dog kørt med underskud i en årrække.

## Historie
Die Welt blev grundlagt i 1946 i Hamborg af den britiske hær, der ønskede at lave et "kvalitetsmedie" inspireret af The Times. Ved udgivelsen var den redaktionelle linje med et britisk udgangspunkt, men i 1947 overgik til at have både tyske og britiske synspunkter. 
Avisen blev købt af Alex Springer i 1953.
I Egypten blev det I 2008 forbudt at omdele avisen på grund af, at bladet havde trykt muhammedtegninger.